# Cercopoidea
Cercopoidea — надродина напівтвердокрилих комах з підряду шиєхоботних (Auchenorrhyncha). Описано близько 3000 видів з приблизно 366 родів. Як дорослі комахи, так і личинки всіх представників Cercopoidea живляться рослинним соком і іноді мають економічне значення як переносники рослинних вірусів.

## Поширення
Cercopoidea поширені у всіх зоогеографічних районах, за винятком Арктики і Антарктики. Найбільшого різномаїття сягає в тропіках. Наразі описано лише невеликий відсоток Cercopoidea. Особливо в Неотропіках зараз відкриваються нові види та досліджується їхній філогенетичний статус.

## Опис
Голова цих напівтвердокрилих характеризується роздутим фронтокліпеусом, який утворений злиттям лоба та наличника (кліпеуса). Крім складних очей, сучасні форми мають пару вічок на тімені, розташованих збоку від його краю. У вимерлих Procercopidae також був третій оцеллій. Ноги не мають рядів щетинок на гомілках, але натомість часто є один або кілька чітких шипів. Задня пара ніг відрізняється конічними стегнами. У самців присутня субгенітальна пластинка. Сучасні форми мають тіло і крила, вкриті густим тонким волоссям, яке не було знайдено у викопних Procercopidae.

## Спосіб життя
Усі види є фітофагами , які висмоктують сік з деревини рослин. Багато видів характеризуються сильною харчовою перевагою азотфіксуючих рослин. Личинки родин Cercopidae, Aphrophoridae та Clastopteridae живуть у самостійно створених коконах з піни, схожої на слину, яка захищає їх від хижаків, паразитів і висихання. Піна виділяється травним трактом і складається з білків і мукополісахаридів, що утворюються в мальпігієвих канальцях  Винятком є тропічні Machaerotidae, личинки яких живуть у наповнених водою саморобних вапняних трубках. Личинки Epipygidae, очевидно, не виробляють піни, але представники цієї родини мають усі характерні ознаки Cercopoidea.

## Еволюція
Філогенетичний аналіз Краяна та Свенсона вказує на Cicadoidea як на найближчих сучасних родичів Cercopoidea. Згідно з їхніми результатами, еволюційні лінії цих двох надродин розійшлися приблизно 244 мільйони років тому. Іншв автори вказують на те, що ця надродина розвинулась під час раннього тріасу. Скам'янілі рештки надродини фрагментарні, часто трапляються лише відбитки крил. Найдавніші описані та включені роди походять з тріасу, але Щербаков виключає їх із цієї надродини та виводить Cercopoidea з тріасового Hylicelloidea. З юрського періоду відомі дві вимерлі родини Cercopoidea.
Філогенетичний аналіз Краяна та Свенсона підтверджує монофілію всіх сучасних родин, крім Epipygidae. Найдавнішими серед сучасних родин є Machaerotidae, лінія яких розійшлася приблизно 207 мільйонів років тому.